# Koço Tasi
Koço Tasi (ur. 15 maja 1889 we wsi Leusë k. Përmetu, zm. 15 maja 1966 w Tiranie) – albański polityk i prawnik, minister sprawiedliwości w roku 1921, brat b. ministra kultury Arqile Tasiego.

## Życiorys
Pochodził z rodziny kupieckiej. W roku 1903 wraz z rodziną wyemigrował do Rumunii, gdzie mieszkał przez trzy lata. W 1906 przeniósł się do Stanów Zjednoczonych, skąd powrócił do Albanii w roku 1913. W Stanach Zjednoczonych ukończył studia prawnicze, a po powrocie do kraju pracował jako adwokat. Związał się z ugrupowaniem politycznym Krahu Kombëtar (Skrzydło Narodowe), co ułatwiło mu karierę polityczną. W 1921 pełnił funkcję wiceministra spraw wewnętrznych, a następnie ministra sprawiedliwości, zaś w dniu 6 grudnia 1921 ministra robót publicznych w rządzie Qazima Koculiego. W latach 1921–1923 zasiadał w parlamencie, reprezentując okręg Përmet.
W czerwcu 1924 należał do spisku antyrządowego, który doprowadził do przejęcia władzy przez zwolenników Fana Noliego. W czerwcu otrzymał stanowisko prefekta Gjirokastry. Po upadku Noliego w grudniu 1924 wyemigrował do Grecji, gdzie zamieszkał w Janinie. W 1929 jego nazwisko pojawiło się w albańskich raportach dyplomatycznych jako osoby związanej z działającym w Janinie Klubem Vorioepirockim. W lutym 1929 wspólnie z Foto Dusim skierował skargę do Ligi Narodów przeciwko Albanii, uznając że ta dyskryminuje chrześcijan. Był także przeciwnikiem autokefalii Albańskiego Kościoła Prawosławnego. W tym czasie pracował nad słownikiem etymologicznym języka albańskiego (wydanym w 1943) i nad słownikiem grecko-albańskim. W 1942 powrócił do kraju i objął stanowisko inspektora w Urzędzie Rady Ministrów.
17 listopada 1944 aresztowany przez funkcjonariuszy Departamentu Obrony Ludu. Stanął przed sądem specjalnym, który 13 kwietnia 1945 skazał go na karę dożywotniego pozbawienia wolności i na przymusową pracę. Karę odbywał w więzieniu w Burrelu. W tym czasie prowadził dla więźniów lekcje filozofii. W październiku 1964 wyszedł z więzienia i osiedlił się w Szkodrze. Zmarł na raka żołądka w szpitalu w Tiranie. Spoczywa na cmentarzu Sharre na przedmieściach Tirany.
Był żonaty, miał syna Lekę, znanego w Albanii wiolonczelistę.